# Njeguši

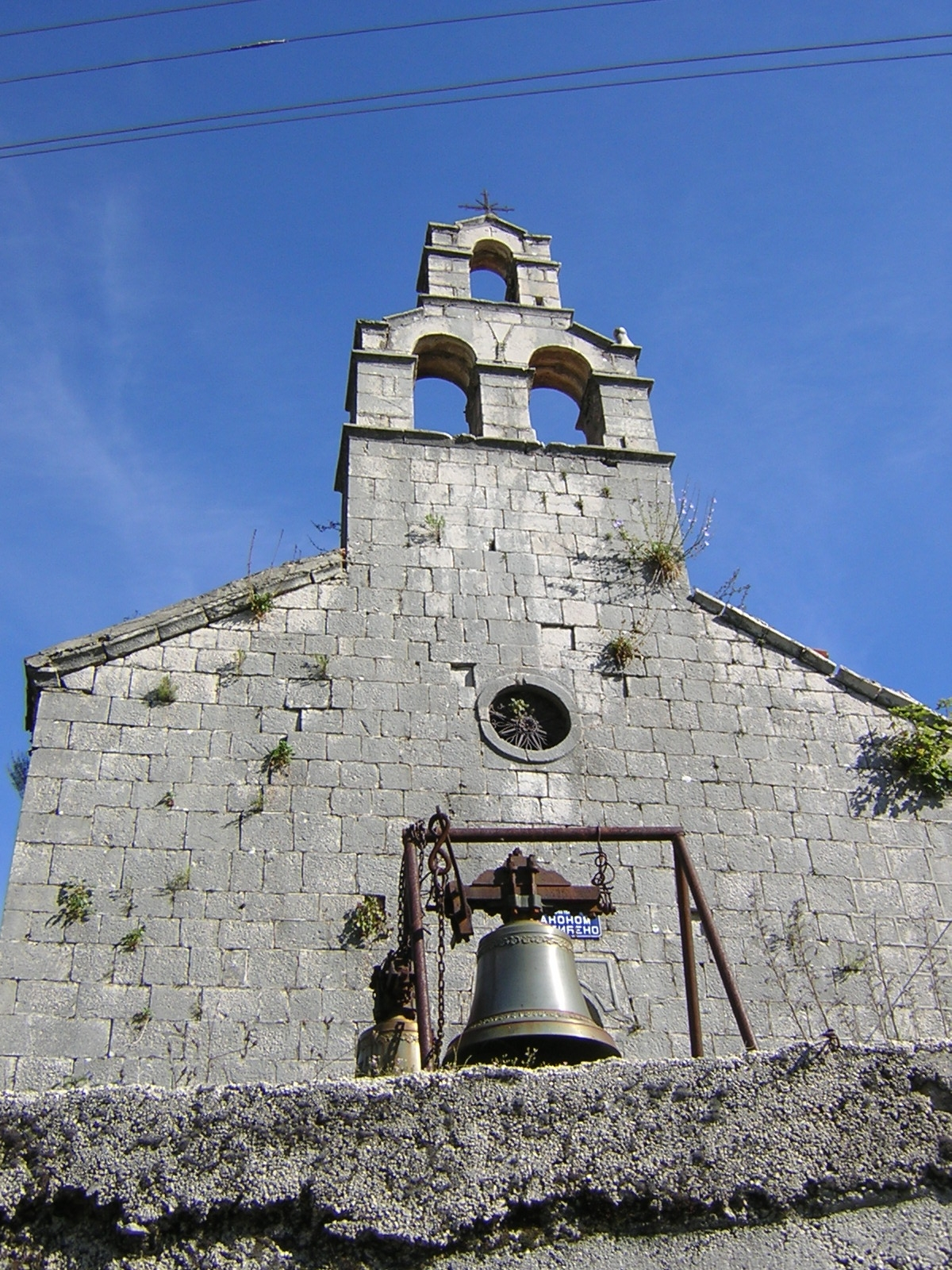
Iglesia de Njegusi

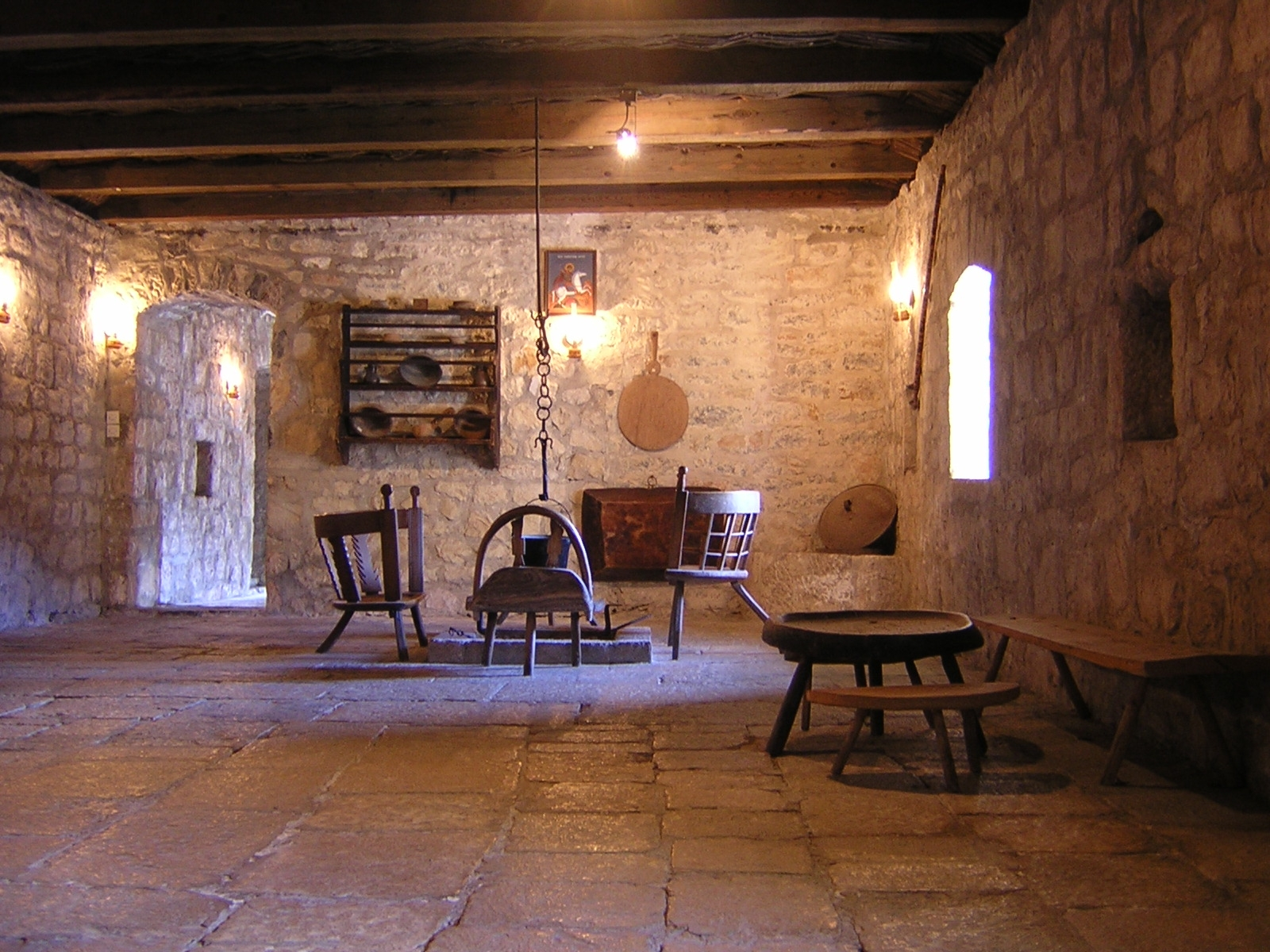
Interior de una vieja casa de Njegusi

Njeguši (montenegrino y serbio cirílico: Његуши) es una población de la municipalidad de Cetiña, en el sur de Montenegro, situada en la ladera del monte Lovćen, dentro del parque nacional Lovćen, a 19 km de la ciudad de Cetiña y a unos 22 km de Kotor. La localidad es conocida por ser el lugar de nacimiento de la dinastía Petrović, Casa de Petrović-Njegoš, que gobernó Montenegro entre 1696 y 1918, así como por ser el lugar de nacimiento del gobernador (guvernadur) del Principado-Obispado de Montenegro, procedente de la familia Radonjić.
La población destaca asimismo por su bien conservada arquitectura tradicional y por su exclusiva contribución a la cocina montenegrina con el queso Njeguški sir y el Prosciutto Njeguški pršut (Prosciutto de Njeguši). Geográficamente se encuentra en una de las zonas más karstificadas de los Alpes Dináricos, y se ha tomado como ejemplo por sus formaciones geológicas.
Njeguši da nombre a la tribu que consiste en los asentamientos Dugi Do, Žanjev Do, Herakovići, Kopito, Vrba, Rajićevići, Velji and Mali Zalaz, Majstori y Mirac, y forma parte de Katunska Nahija, una de las provincias del Viejo Montenegro. El nombre tribal de Njeguši procede, según el historiador Ilarion Ruvarac, del latino Negusius Podcupica, mencionado en un documento del siglo XI.
De acuerdo al censo de 2003, la población tenía 17 habitantes, de los cuales 15 se declaran montenegrinos, 1 serbio y 1 desconocido.
En la actualidad, Njeguši no es más que un grupo de casas de piedra bordeando la carretera, en una hondonada que recibe la denominación de "dolina esmeralda" (Smaragdna dolina) por los montenegrinos. En una de ellas, que se puede visitar, nació la dinastía Njegoš. A 5 km del pueblo, se alcanza el borde de la bahía, y desde allí una vista impresionante de la bahía de Kotor. El descenso a Kotor, desde unos 900 m de altitud, se realiza mediante una serpentina, carretera que zigzaguea a lo largo de 26 cerradas curvas que están numeradas. Al fondo, una curva muy famosa en forma de M cierra el descenso hasta la bahía.

## Personajes famosos descendientes de los Njeguši
- Casa de Petrović-Njegoš
- Danilo I de Montenegro, primer príncipe-obispo de Montenegro (1697-1735) y fundador de la Casa de Petrović-Njegoš
- Sava II Petrović Njegoš, metropolitano de Cetiña entre 1735 y 1781
- Vasilije III Petrović-Njegoš (gobernó conjuntamente con Sava II (1750–1766)
- Pedro I de Montenegro, Petar I Petrović Njegoš (1747-1830)
- Pedro II de Montenegro, Petar II Petrović-Njegoš (1830–1851)
- Danilo I, príncipe de Montenegro, metropolitano y último príncipe entre 1851 y 1860
- Mirko Petrović-Njegoš, militar, diplomático y poeta.
- Nicolás I de Montenegro, único rey de Montenegro entre 1910 y 1918
- Danilo de Montenegro, príncipe heredero, hijo mayor del rey Nicolás I de Montenegro y la reina Milena Vukotić.
- Mirko de Montenegro, príncipe de Montenegro
- Príncipe Pedro de Montenegro (1889-1932)
- Zorka de Montenegro, más conocida como la princesa Zorka, esposa de Pedro I Karađorđević, que se convertiría en rey de Serbia en 1903.
- Militza de Montenegro (1866-1951), gran duquesa consorte de Rusia Militza Nikolaevna
- Anastasia de Montenegro (1868-1935), princesa consorte de Leutchenberg, gran duquesa consorte de Rusia Anastasia Nikolaevna
- Elena de Montenegro, reina consorte de Italia (1900-1946), emperatriz consorte de Etiopía (1936-1941) y reina consorte de Albania (1939-1943)
- Ana de Montenegro (1874-1971), sexta hija de Nicolás I de Montenegro y su esposa Milena Vukotić, princesa con Francisco José de Battenberg
- Xenia de Montenegro (1881-1960), Kseniya Petrovic-Njegoš, princesa de Montenegro
- Miguel de Montenegro (1908-1986), príncipe Mihailo Petrović-Njegoš, cabeza de la Casa Real de Montenegro
- Nicolás de Montenegro (1944-?), pretendiente al trono de Montenegro, príncipe heredero.
- Boris, príncipe heredero de Montenegro, hijo único de Nicolás de Montenegro y su última esposa Francine Navarro.
- Milo de Montenegro (1889-1978), príncipe de Montenegro, descendiente de Radul Petrović, hermano del primer metropolitano de Cetiña, Danilo I.
- Stanislav Radonjić (1690-1758), primer gobernador del Principado-Obispado de Montenegro
- Jovan Radonjić, gobernador de Montenegro entre 1764 y 1803.
- Vukolaj Radonjić (1765-1832), último gobernador de Montenegro
- Rufim Njeguš, metropolitano de Cetiña entre 1593 y 1636
- Mašo Vrbica (1833-1898), militar y duque montenegrino
- Mladen Kašćelan (1983-?), futbolista montenegrino nacido en Kotor que juega en 2015 en el PFC Arsenal Tula
- Predrag Kašćelan (1990-?), futbolista montenegrino nacido en Cetiña que juega en el Dalkurd FF de Borlänge, Suecia.
- Vasko Ševaljević (1988-?), jugador de balonmano montenegrino que juega en el TSV Hannover-Burgdorf.